# Puerto de Nufenen
El puerto de Nufenen (en italiano: Passo della Novena, en alemán: Nufenenpass) es el segundo puerto pavimentado más alto de Suiza, sólo detrás del puerto de Umbrail. Está entre las montañas Pizzo Gallina (al norte) y Nufenestock (al sur). Fue abierto en 1969.
Inicia en la localidad de Ulrichen (parte de la comuna de Obergoms) en el cantón de Valais hacia el valle de Bedretto en el cantón de Ticino, conectando Brig con Airolo. 
Al este del punto más alto del paso está la fuente del río Tesino. Hacia el norte se pueden ver los alpes berneses, destacando el monte Finsteraarhorn mientras que hacia el sur se puede ver el glaciar Gries.

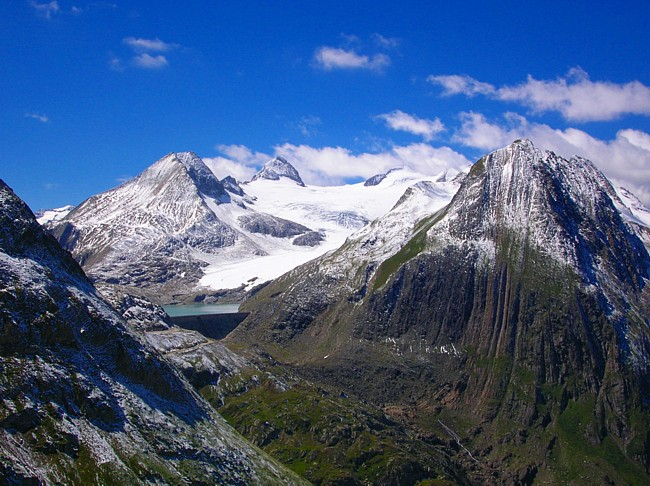
Vista del glaciar Gries.

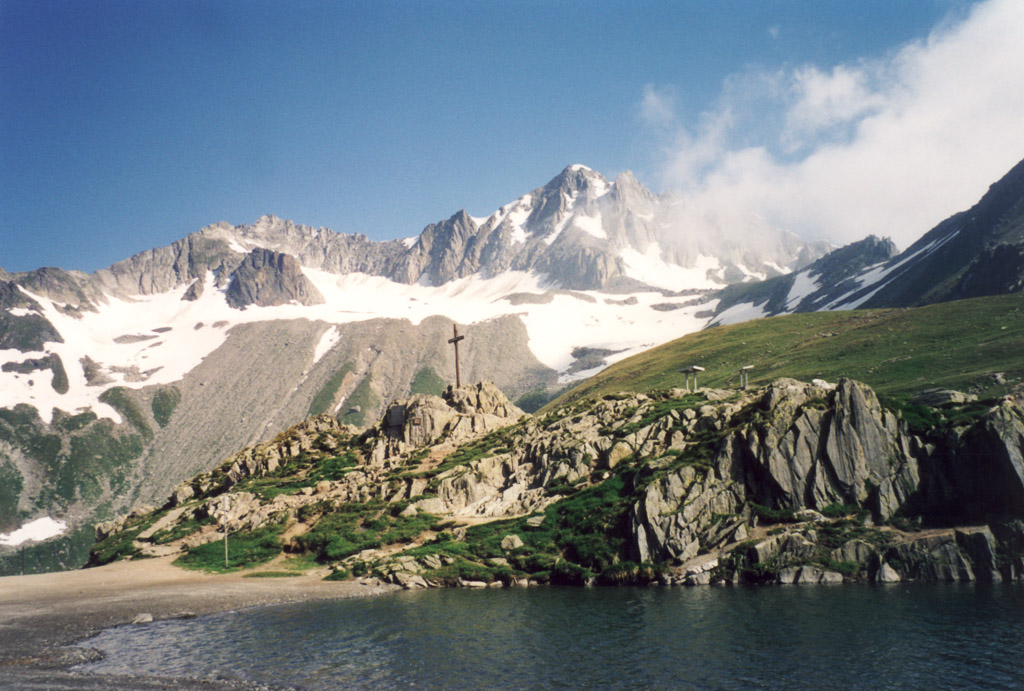
Otra perspectiva del paso

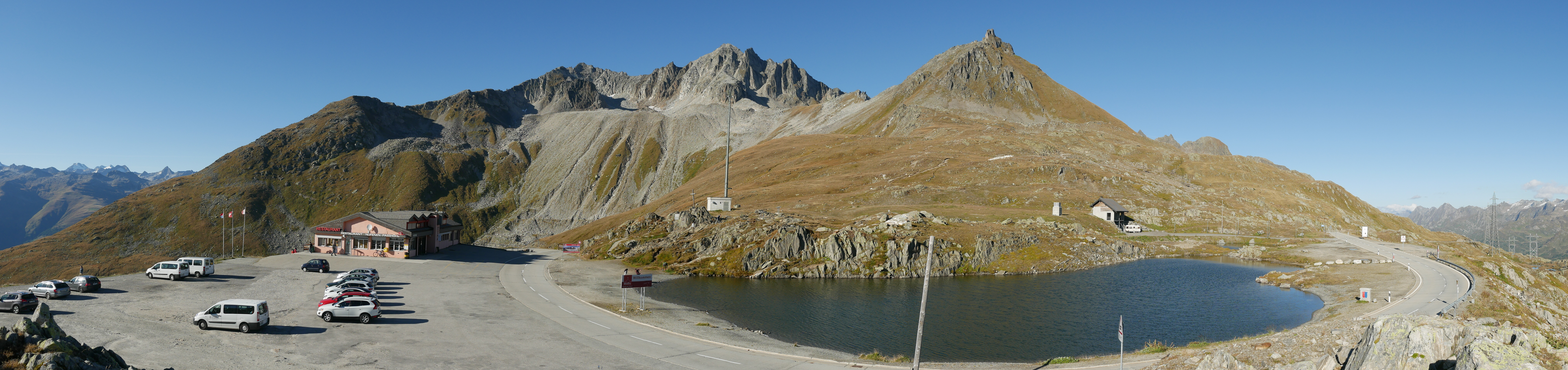
Nufenen Pass